# Rui Meneses

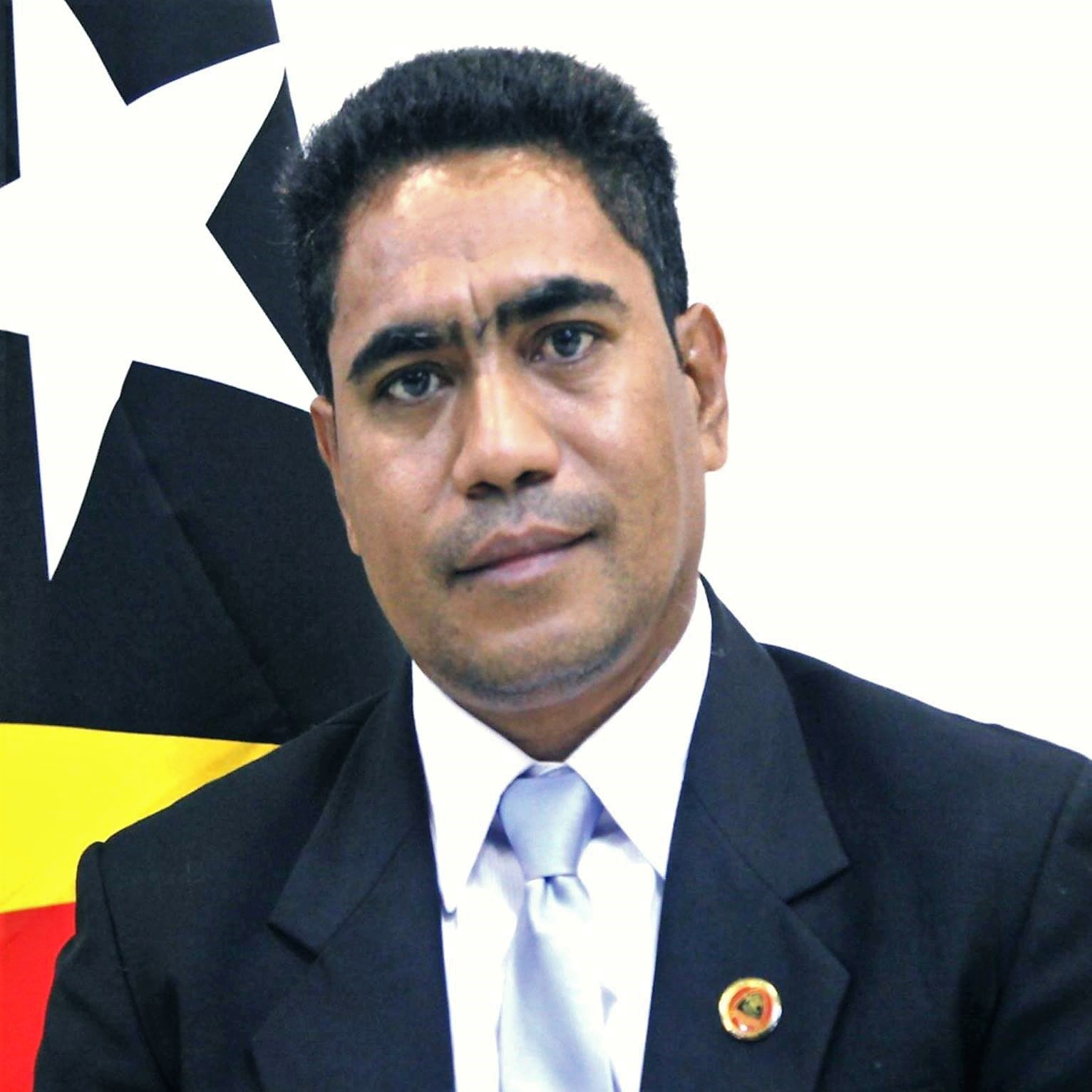
Rui Meneses

Rui Meneses da Costa (* 4. Januar 1972 in Lospalos, Portugiesisch-Timor), Kampfname Lebra, ist ein Politiker aus Osttimor. Er ist Mitglied der Partido Democrático (PD).

## Werdegang
Meneses hat ein Wirtschaftsstudium absolviert. Von 2001 bis 2012 war er Mitglied des Nationalparlaments Osttimors und hier in der zweiten Legislaturperiode in der Kommission für Jugend, Sport, Arbeit und Ausbildung (Kommission H). Nach den Neuwahlen 2007 rückte Meneses erst am 21. August 2007 als einer von acht PD-Abgeordneten in das Parlament nach, da vor ihm auf der Wahlliste Positionierte Regierungsposten erhielten und daher ihren Sitz abgeben mussten. Meneses stand auf Platz 11 der Liste der PD.
Bei den Parlamentswahlen 2012 war Meneses nicht mehr auf der Wahlliste der PD vertreten.
Am 13. Oktober 2017 ernannte Staatspräsident Francisco Guterres Meneses zum Vizeminister für Tourismus in der VII. Regierung und vereidigte ihn am 17. Oktober. Seine Amtszeit als Vizeminister endete mit Antritt der VIII. Regierung Osttimors am 22. Juni 2018.